# Xuanyuandao

Symbole du Xuanyuandao.

Xuanyuandao 軒轅道 "Voie de Xuanyuan", appelé aussi Xuanyuanisme (軒轅教) ou Huangdiisme 黃帝教 "Voie de l’Empereur jaune", est un mouvement religieux fondé à Taïwan en 1952 par le parlementaire du kuomintang Wang Hansheng (王寒生) (1899–1989),. Principalement confucianiste, il a pour but de restaurer la religion nationale de la Chine antique en réalisant la synthèse de l’humanisme confucéen, de l’altruisme mohiste et de la notion taoïste de symbiose entre l’homme et l’univers. Au cœur de son système se trouve le Ciel (Haotian Shangdi 昊天上帝) assimilé au Dao. L’Empereur jaune est considéré comme le patron et l’ancêtre du mouvement. Le Xuanyuandao se veut rationaliste et rejette les pratiques considérée comme superstitieuse, notamment le fuji qui s'apparente à l'écriture automatique. Il revendiquait 200 000 adhérents à Taïwan en 2013.

## Doctrine
Son fondateur, Wang Hansheng, réfugié en 1949 à Taiwan après la guerre civile chinoise, a longtemps été tourmenté par une question : comment un pays doté d'un territoire aussi vaste que la Chine a-t-il pu tomber aux mains du communisme si rapidement ? Après mûre réflexion, il attribua cette perte à l'absence d'un esprit patriotique qui ne pourrait être récupéré que par une sorte de Renaissance de la culture chinoise.
Au fil des années, Wang Hansheng a développé une doctrine visant à retrouver les racines culturelles et le sentiment nationaliste chinois. Démontrant une grande maîtrise des classiques chinois tels que les Quatre Livres et les Cinq classiques, le Dao de jing et le Shiji, il opère un fort syncrétisme entre les principes fondamentaux du taoïsme et ceux du confucianisme, en y ajoutant des éléments puisés dans la philosophie de Mozi . Wang Hansheng entendait ainsi reconstruire la « religion nationale », un système religieux et philosophique que l'on croyait en usage à l'époque de la dynastie Han, basé sur le culte de l'ancêtre de tous les Han : l'Empereur Jaune.
Comme le taoïsme, le Xuanyuanjiao est avant tout une religion cosmique centrée sur la place et la fonction de l'être humain, de toutes les créatures et des phénomènes en soi. Il tire du confucianisme un système moral qui met fortement l'accent sur les liens familiaux et l'harmonie sociale au sein de groupes plus larges et donc sur l'honnêteté dans la vie réelle. Il reprend également du confucianisme le rationalisme et rejette donc les pratiques qui supposent l'intervention d'êtres surnaturels, les considérant comme des formes de superstition. Le salut peut être atteint par l'union avec le Tao (道) par la purification et l'amélioration de soi, grâce auxquelles ont peut atteindre l'illumination et l'élévation divine.
Les pratiques religieuses consistent en divers rituels en l'honneur de Huang Di (l'empereur jaune) pour ses enseignements et en tant qu'ancêtre commun du peuple chinois, auxquels s'ajoutent des héros nationaux qui vont de Confucius au révolutionnaire Sun Yat-sen.
La cérémonie la plus importante, en l'honneur de Huang Di, a lieu chaque année lunaire, le neuvième jour du premier mois. D'autres cérémonies ont lieu le cinquième jour du quatrième mois et le neuvième jour du neuvième mois pour célébrer l'anniversaire de Huang Di et son ascension au ciel. Les services religieux ont lieu le dimanche.

## Diffusion

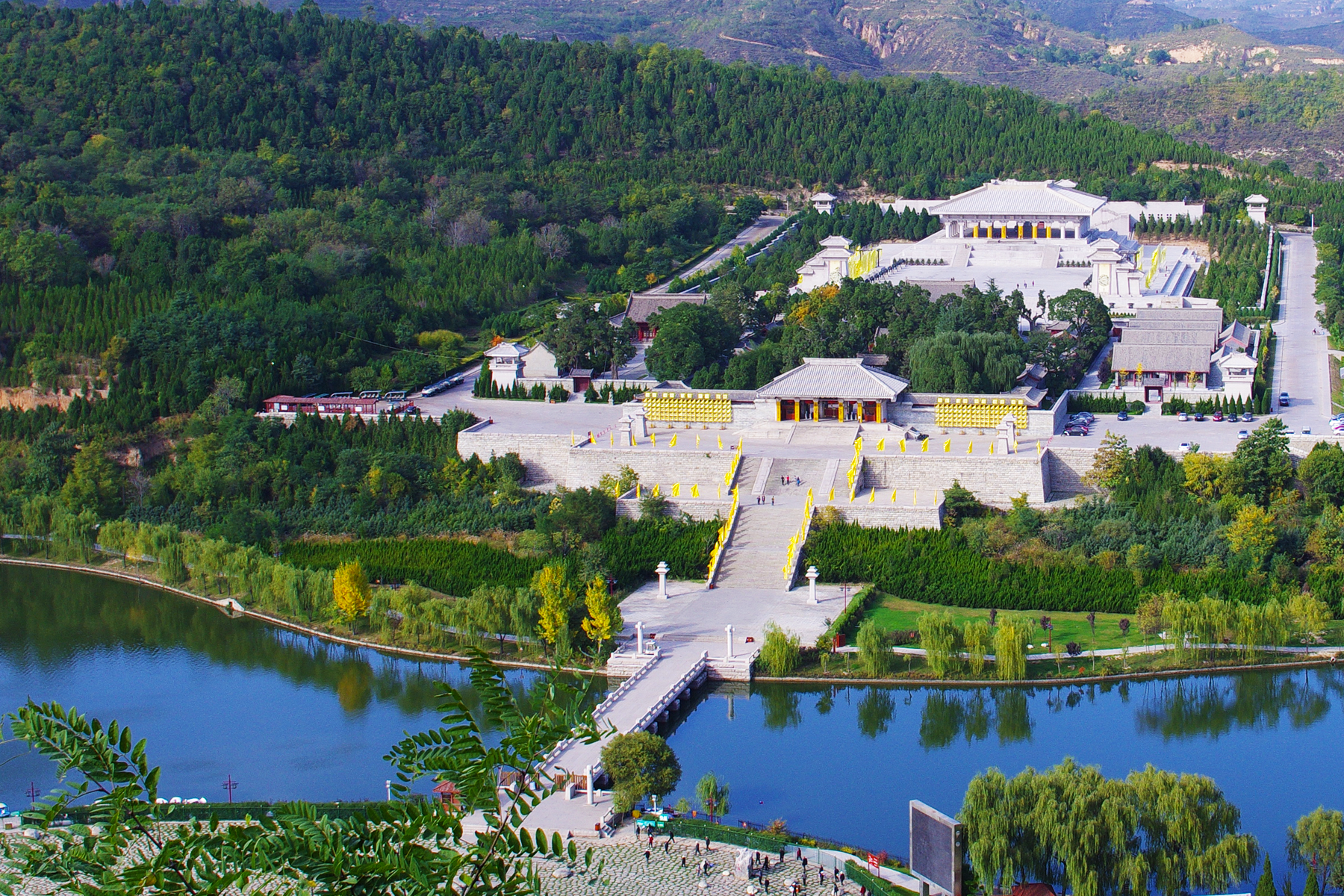
Temple du Xuanyuan, à Yan'an dans la province du Shaanxi, à proximité immédiate du lieu de sépulture supposé de Huang Di.

Le mouvement a connu une augmentation rapide du nombre de pratiquants entre les années 1970 et 1980 (de 10 000 à 100 000), concentrée principalement sur l'île de Taiwan (en 2000 environ 0,6 % de la population), suivie d'un déclin rapide après la mort de son fondateur en 1989.
Le guide spirituel de cette religion s'appelle Tachungpo et le plus grand temple est situé à Tamsui, Taiwan. D'importantes cérémonies sont également organisées en Chine au sein des Xuanyuanjiao, considérant l'empereur jaune comme l'ancêtre commun et le « cœur de la race chinoise ».